# Tatacuatla
Tatacuatla är en ort i Mexiko.   Den ligger i kommunen Huehuetlán och delstaten San Luis Potosí, i den centrala delen av landet, 230 km norr om huvudstaden Mexico City. Tatacuatla ligger 480 meter över havet och antalet invånare är 301.
Terrängen runt Tatacuatla är kuperad åt nordost, men åt sydväst är den bergig. Runt Tatacuatla är det ganska tätbefolkat, med 160 invånare per kvadratkilometer. Närmaste större samhälle är Villa Terrazas, 13,6 km sydost om Tatacuatla. Omgivningarna runt Tatacuatla är en mosaik av jordbruksmark och naturlig växtlighet.